# 식물해부학
식물해부학(植物解剖學, plant anatomy, phytotomy)은 식물의 내부 구조 연구를 위한 일반 용어이다. 원래는 식물의 외부 구조와 물리적 형성을 기술하는 식물형태학에 포함되어 있었으나 20세기 중반 이후 식물 해부학의 탐구가 별도 분야로 구분되고 있으며 식물 해부학은 "단순히" 내부 식물 구조를 가리키는 말로 쓰인다.
식물해부학은 현재 세포 수준에서 자주 탐구되며, 이따금은 조직 단면 보기와 현미경 관찰을 동반하기도 한다.

## 추가 문헌
- Eames, Arthur Johnson and MacDaniels, Laurence H. (1947) An Introduction to Plant Anatomy McGraw-Hill, New York
- Esau, Katherine (1965) Plant Anatomy (2nd edition) Wiley, New York

## 같이 보기
- 식물형태학
- 식물생리학
- 목재해부학